# Mexiquillo
Mexiquillo est un parc naturel situé à l'ouest de l'État de Durango, au Mexique, près du village de La Ciudad dans la municipalité de Pueblo nuevo, dans la chaine de montagne de la Sierra Madre occidentale. C'est le paysage naturel le plus visité de l'état.
Le parc a une extension de 13475 hectares, desquelles 152,75 hectares sont une réserve écologique de bois vierges. Le parc contient des cascades, des ravins, des tunnels ferroviaires désaffectés, de nombreuses formations rocheuses et une forêt dense de conifères  avec des espèces endémiques de la région comme le Pinus durangensis et le Pinus engelmannii.
Plusieurs activités d'écotourisme, d'aventure et de camping, trekking, kayak, rappel, cyclisme de montagne, et même de l'alpinisme, sont pratiquées dans le parc. Bien qu'il ne soit pas un parc national ou un monument naturel, c'est un centre touristique de montagne et compte avec des services de logement proches du village de la Ciudad.

## Histoire
Pendant le gouvernement du président Adolfo López Mateos, la ligne de chemin de fer Durango - Pacifique a commencé à être construite, une idée similaire à l'actuelle ligne Chihuahua – Pacifique. Le village La Ciudad a été créée dans les années 1960 et peuplée de travailleurs non permanent pour le chemin de fer et  les nombreux sous-traitants des alentours. Ils ont bâti les terre-pleins, tunnels et chemins pour poser les voies ferrées. Mais, un autre projet similaire, la route Durango - Mazatlán (Route fédérale 40) l'a supplanté car il était plus fiable et moins coûteux.
Ainsi, vers la fin du gouvernement du président López Mateos le projet a été annulé.
La localité de La Ciudad a demeuré sur la route du nouveau projet et les constructions de la voie ferrée sont restées en place. Avec le temps de plus en plus de visiteurs sont venus admirer les cascades depuis les terre-pleins et les tunnels et c'est ainsi que naquit l'idée de convertir le lieu en un parc naturel et de développer les activités touristique.

## Attraits Naturels

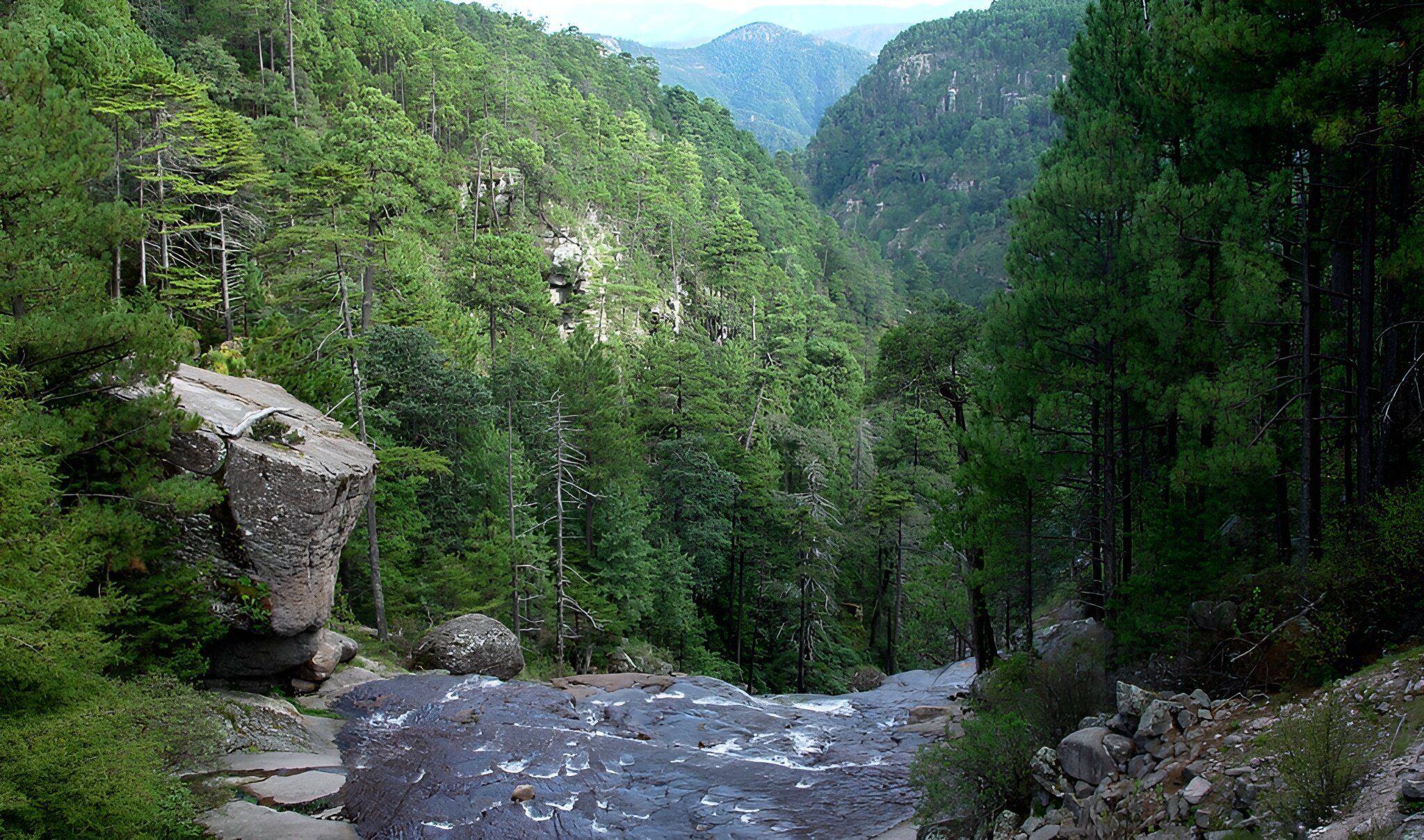
Vue de la vallée et la forêt de conifères à Mexiquillo.

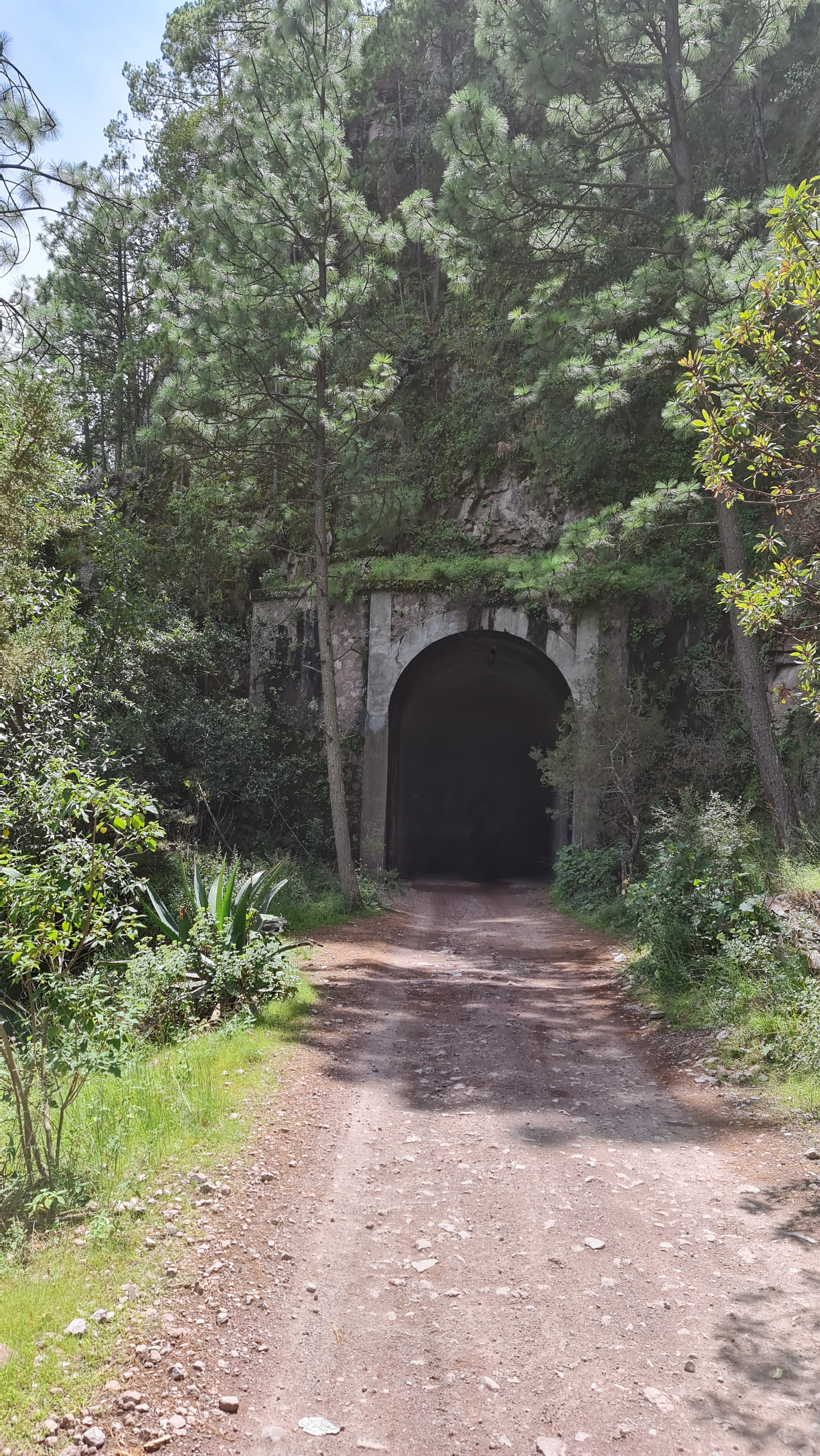
Tunnel ferroviaire désaffecté dans le parc de Mexiquillo

Les attraits les plus significatifs du lieu sont :
- Formations rocheuses : Dans les plaines du parc, il existe de nombreuses formations rocheuses de7 à 8 mètres de hauteur. Ces formations sont constituées de roches ignées extrusives, et dans une moindre mesure, de rhyolite ; il y a aussi quelques formations rocheuses basaltiques et plutoniques. Cette zone du parc est connue par les habitants sous le nom de « Jardin des pierres » (es: Jardin de piedras) faisant allusion à la disposition unique des rochers à travers les clairières de la forêt.
- Chutes d'eau : il y a de nombreuses cascades, bien que certaines d'entre elles ne soient pas à proximité des chemins communs des visiteurs, la plus connue est la cascade de Mexiquillo qui mesure 20 mètres de haut. Les trois principales rivières qui traversent le parc possèdent des cascades différentes pouvant dépasser les 50 mètres.
- Tunnels : Une partie du chemin principal du lieu est le tracé de la route communément appelée « remblai » (es: terrapén), pour la construction de la voie de chemin de fer durant les années 1950 à travers la forêt, et, dans les parties escarpées, des tunnels ont été construits. Il y a neuf tunnels principaux, tous d'une largeur de 5 mètres et d'une hauteur de 6 mètres pour faciliter le passage du chemin de fer non construit, les longueurs vont de 100 mètres à 1,68 kilomètre. Ils sont construits en voûte en berceau. Le dernier tunnel a été bloqué en 2009 en raison d'un glissement de terrain qui s'est produit pendant la saison des pluies.
- Forêt : La forêt de conifères est très dense, avec beaucoup de variation dans la végétation due aux microclimats causés par la topographie et l'altitude.

## Emplacement
Mexiquillo se trouve à proximité du village La Ciudad, situé à 135 kilomètres à l'Ouest de la Durango, la capital de l'État de Durango au nord ouest du Mexique.
Le parc est desservi par la route Durango - Mazatlán (Route fédérale 40).
Les coordonnées de l'entrée au parc sont 23°43′20.65″N 105°40′49.74″Ou / 23.7224028, -105.6804833.

## Curiosités
Plusieurs films ont été tournés dans le parc :
- L'Homme des cavernes, avec Ringo Starr en rôle principal.
- Cuchillo, avec Andrés García
- Dragon Ball Evolution
- El Gavilán de la Sierra
- Pueblo de Madera avec Mario Almada.

## Liens
Page du parc naturel Mexiquillo
Voyage en moto à Mexiquillo
 